# Baksei Chamkrong
El temple de Baksei Chamkrong forma part del complex arqueològic d'Angkor, al nord de Siemp Reap, Cambodja. El temple s'aixeca molt a prop de la porta sud d'Angkor Thom. Tot el recinte d'Angkor, aquest temple inclòs, ha estat declarat Patrimoni de la Humanitat per la UNESCO.

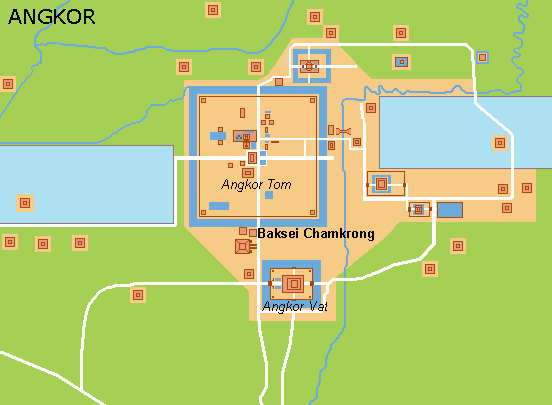
Situació de Baksei Chamkrong

## Història
Fou aixecat per Harshvarman I (910-921) i dedicat a Xiva. El seu successor, Jayavarman IV (921-941), va traslladar la capital a Koh Ker, fins que Rajendravarman II (944-968) va retornar altre cop a Angkor. Fou aquest darrer qui va restaurar el temple (948). Hi ha una inscripció que parla d'una "imatge d'or" de Xiva. Hom pensa que el gruix de l'edifici és d'aquesta època.

## Descripció
Dins un recinte tancat per una muralla, que pràcticament s'ha perdut del tot, s'aixeca una piràmide de laterita de quatre pisos de 27 m de base i 13 m d'alçada. Quatre escalinates, una per a cada costat, condueixen d'una tirada, a través dels pisos, fins a la part superior, on s'aixeca una única torre o santuari, de maó. Té l'entrada encarada a l'orient, tal com és habitual, i presenta, a més, tres altres falses portes, de pedra treballada, que es conserven parcialment. A la inscripció de la porta és on s'esmenta la restauració del temple i també on s'anomenen diversos reis anteriors a la restauració, cosa que fa que tingui una gran importància documental.

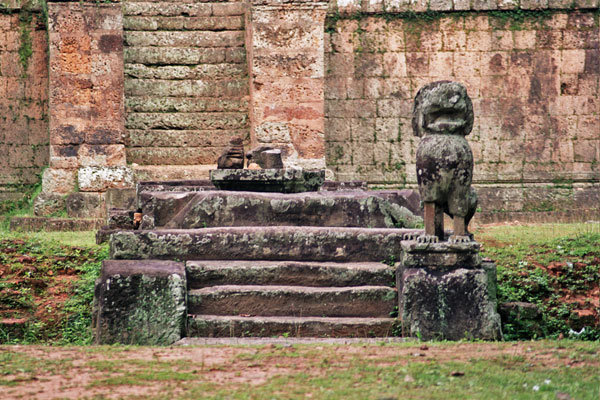
Restes d'un portal del temple
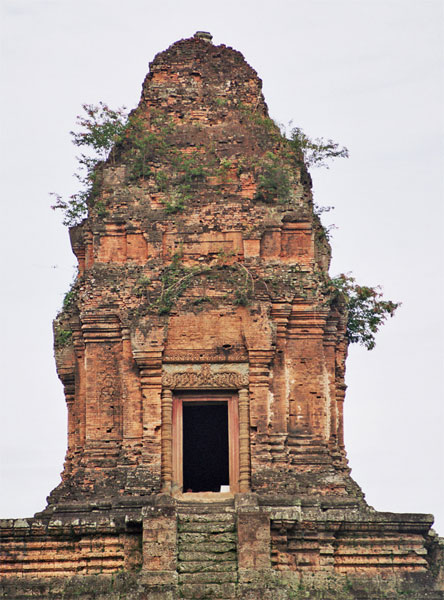
El santuari
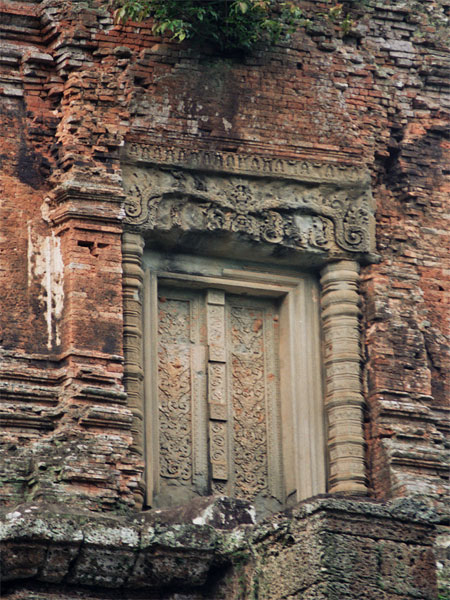
Falsa porta del santuari